# Anyphops caledonicus
Anyphops caledonicus là một loài nhện trong họ Selenopidae.
Loài này thuộc chi Anyphops. Anyphops caledonicus được George Newbold Lawrence miêu tả năm 1940.